# Ligue professionnelle masculine de hockey sur gazon 2025-2026
Navigation
Saison 6 Saison 8
La Ligue professionnelle masculine de hockey sur gazon 2025-2026 sera la septième édition de la Ligue professionnelle masculine de hockey sur gazon, un championnat de hockey sur gazon pour les équipes nationales masculines.

## Qualifications
Toutes les équipes ayant terminé dans les 8 premiers de la Ligue professionnelle 2024-2025 se maintiennent.
La Nouvelle-Zélande, vainqueur de la Coupe des nations 2024-2025, obtient sa promotion pour la saison 2025-2026.
Le 23 juillet 2025, le Pakistan obtient finalement sa promotion pour la saison 2025-2026 à la suite du forfait de la Nouvelle-Zélande, malgré sa finale perdue lors de la Coupe des nations 2024-2025. Mais pourrais bien finalement ne pas y participer pour cause de guerre entre l'Inde et le Pakistan qui serait remplacé par la France.

### Nations qualifiées
| Compétition                     | Dates                           | Lieu         | Quotas | Qualifiés                                                               |
| ------------------------------- | ------------------------------- | ------------ | ------ | ----------------------------------------------------------------------- |
| Ligue professionnelle 2024-2025 | 30 novembre 2024 - 29 juin 2025 | Divers       | 8      | Argentine Australie Belgique Angleterre Allemagne Inde Pays-Bas Espagne |
| Coupe des nations 2024-2025     | 15 - 21 juin 2025               | Kuala Lumpur | 1      | Nouvelle-Zélande                                                        |
| Réallocation                    | 23 juillet 2025                 | NC           | 1      | Pakistan ou France                                                      |
| Total                           | Total                           | Total        | 9      |                                                                         |

## Format
Depuis la saison 2022-2023, l'objectif du format de la compétition est de réduire le nombre de déplacements ainsi que le nombre de disponibilités de joueurs qui laissent une place pour les championnats nationaux avec des mini-tournois réunissant plusieurs équipes pour jouer les unes contre les autres, ainsi qu'un système de promotion/relégation entre le dernier de la Ligue professionnelle et le vainqueur de la Coupe des nations.
Neuf équipes s'affrontent seize fois chacun en un seul groupe, l'équipe gagnante marque trois points, un point pour les deux équipes en cas de partage, un point bonus pour l'équipe gagnante aux tirs au but après partage en temps réglementaire, et l'équipe perdante n'en marque aucun. À l'issue de la saison, l'équipe qui termine neuvième et dernière du classement général sera reléguée à la Coupe des nations 2026-2027.
Pour les saisons 2025-2026 et 2026-2027, l'équipe la mieux classée de la compétition obtient directement son ticket pour les Jeux olympiques 2028.

### Critères de départage
En cas d'égalité de points entre plusieurs équipes, les critères suivants sont appliqués dans l'ordre indiqué pour établir leur classement:
1. Plus grand nombre de victoires,
2. Meilleure différence de buts,
3. Plus grand nombre de buts marqués,
4. Plus grand nombre de points marqués entre les équipes concernées,
5. Plus grand nombre de buts marqués de plein jeu.

## Phase de ligue

### Classement
| Rang               | Équipe     | J | V | N | SO | P | BP | BC | +/- | Pts | Classement mondial FIH | Classement mondial FIH | Classement mondial FIH |
| Rang               | Équipe     | J | V | N | SO | P | BP | BC | +/- | Pts | Avant                  | Après                  | +/-                    |
| ------------------ | ---------- | - | - | - | -- | - | -- | -- | --- | --- | ---------------------- | ---------------------- | ---------------------- |
| Médaille d'or      | Argentine  | 0 | 0 | 0 | 0  | 0 | 0  | 0  | 0   | 0   |                        |                        |                        |
| Médaille d'argent  | Australie  | 0 | 0 | 0 | 0  | 0 | 0  | 0  | 0   | 0   |                        |                        |                        |
| Médaille de bronze | Belgique   | 0 | 0 | 0 | 0  | 0 | 0  | 0  | 0   | 0   |                        |                        |                        |
| 4                  | Angleterre | 0 | 0 | 0 | 0  | 0 | 0  | 0  | 0   | 0   |                        |                        |                        |
| 5                  | France P   | 0 | 0 | 0 | 0  | 0 | 0  | 0  | 0   | 0   |                        |                        |                        |
| 6                  | Allemagne  | 0 | 0 | 0 | 0  | 0 | 0  | 0  | 0   | 0   |                        |                        |                        |
| 7                  | Inde       | 0 | 0 | 0 | 0  | 0 | 0  | 0  | 0   | 0   |                        |                        |                        |
| 8                  | Pays-Bas T | 0 | 0 | 0 | 0  | 0 | 0  | 0  | 0   | 0   |                        |                        |                        |
| 9                  | Espagne    | 0 | 0 | 0 | 0  | 0 | 0  | 0  | 0   | 0   |                        |                        |                        |

|  | Nation qualifiée pour les Jeux olympiques 2028   |
|  | Nation reléguée à la Coupe des nations 2026-2027 |